# Надбелье (усадьба)
Надбелье — старинная усадьба, в разное время принадлежавшая русским дворянским родам Вындомским, Бегичевым и Дашковым. Расположена в Лужском районе Ленинградской области, на территории деревни Надбелье.
Является памятником градостроительства и архитектуры.

## История
Усадьба в данном месте известна с XVIII века как имение Вындомских. В начале XIX века оно перешло к Е. М. Бегичевой (в девичестве Вындомской), а с 1840 года принадлежало П. И. Дашковой (в девичестве Бегичевой), супруге Якова Андреевича Дашкова, крупного землевладельца и дипломата.
Павла Ивановна Дашкова была крупнейшей землевладелицей в Лужском уезде, увлекалась живописью и, живя с мужем в Стокгольме, состояла в шведском Обществе любителей искусства. При ней в усадьбе был выстроен новый деревянный господский дом, каретные сараи, мельница, ледник, скотный двор, был устроен парк. В 1870-е на месте старого господского дома возведено новое каменное здание с террасами, балконами и высоким мезонином в английском стиле. Тогда же в имении построена водонапорная башня.
После смерти Дашковой, в 1895 году её сын, Павел Яковлевич Дашков, на берегу реки Оредеж открыл лесопильный завод и организовал грузовые перевозки между Оредежем, Лугой и Финским заливом. После смерти Павла, с 1910 года усадьбой занимался его брат Андрей Яковлевич Дашков. Рядом с ней он построил торфяно-красочный и лаковый заводы.
После революции 1917 года усадьбу национализировали. В XX веке хозяйственные постройки усадьбы использовались местным колхозом. После Великой Отечественной войны в бывшем имении располагалась поселковая больница.
К началу XXI века здесь сохранились усадебный дом, водонапорная башня, ледник и каретный сарай.